# Собор Рождества Иоанна Предтечи (Псков)
Собор Рождества Иоанна Предте́чи — православный храм в Пскове, на левом берегу реки Великой (на Завеличье), напротив Псковского кремля.
Построен в ныне не существующем Иоанно-Предтеченском монастыре в XII веке. На протяжении нескольких столетий являлся усыпальницей псковских княгинь. С 2007 года собор служит псковским подворьем загородного мужского Иоанно-Богословского Крыпецкого монастыря.
Представляет собой шестистолпный, трёхапсидный каменный храм с тремя шлемовидными главами, покрытый позакомарно. Здание имеет приземистые пропорции, выглядит вросшим в землю (из-за поднятия культурного слоя на 1,5 метра). Простота постройки подчёркнута почти полным отсутствием декора фасадов.

## Датировка
Вопрос о датировке собора породил много споров. Исследователи XIX — начала XX века полагали, что основательницей каменной церкви во имя Рождества Иоанна Предтечи в Пскове была похороненная там псковская княгиня Евфросинья (в иночестве — Евпраксия). Впоследствии исследовали опровергли эту версию и отнесли время строительства храма к 1120—1130 годам. Возможным основателем монастыря была названа вдова псковского князя Всеволода (Гавриила). Г. В. Алферова (1958) показала большую архитектурную близость Ивановского собора с другим псковским храмом — Спасо-Преображенским собором Мирожского монастыря, и отнесла оба строения к одному периоды, датировав собор Мирожского монастыря 1137—1138 годами. Ю. П. Спегальский считал выдвигаемые датировки несостоятельными, указывая на неизученность интерьера собора. После проведения археологического шурфования храма в 1964 году В. Д. Белецкий предположил, что по аналогии с псковской церковью Дмитрия Солунского памятник был построен в 1119—1139 году. П. Н. Максимов относил возведение собора к концу XII века, указывая на его приземистость, меньшее количество окон, не расположенных ритмическими рядами. Алексей Комеч относил время возникновения собора к 1137—1142 годам.
С. П. Михайлов допускал, что образцом для постройки Ивановского собора мог служить новгородский Рождественский собор Антониева монастыря, который имел аналогичное образное решение, фасад, плановую разбивку и интерьер. Эти два собора также имеют близкие основные размеры. Так, длина от западных дверей до «горнего места» в соборе Иоанна Предтечи составляет 16,4 м, а в Рождественском — 16,5 м, ширина внутреннего пространства — по 10,3 м, одинакова и ширина боковых нефов. О Рождественском соборе Антониева монастыря как о возможном непосредственном образце Ивановского собора говорил и А. И. Комеч.

## История
Дата постройки собора во имя Рождества Иоанна Предтечи неизвестна. Согласно преданию, Ивановский монастырь был заложен женой псковского князя Ярослава Владимировича — Ефросиньей Рогволодовной. Княгиня, в монашестве — Евпраксия, была якобы первой настоятельницей обители. Собор впервые упоминается в летописи под 1243 годом. Архитектор С. П. Михайлов высказал предположение, что собор был построен по распоряжению Всеволода вскоре после возведения новгородской церкви Ивана на Опоках. О таком предположении могут свидетельствовать архитектурные формы и почти полное совпадение размеров кирпичей двух храмов (в псковском — 4,5—5,5 × 22—25 × 34,5—36 см, а в новгородском — 5—5,5 × 22—24 × 35—36 см). В 1243 году Ефросинья была убита в Ливонии и захоронена в Ивановском соборе. Так, клировые ведомости XIX века сообщали, что «…церковь построена в лето от Рождества Христова 1247 благоверною княгинею Евпраксиею тёткой благоверного князя Довмонта». Храм упоминается в летописи под 1433 годом, когда в Пскове произошёл большой пожар: «…А за рекою в монастыри святого Иоанна от млния наполнися церковь пламени, и потемнеша иконы позлащенные…». В XVI—XVII веках Ивановский монастырь упоминался неоднократно. Многие монархи были вкладчиками обители. Так, в 1510 году великий князь Василий III жаловал монастырю несудимую грамоту, которая впоследствии подтверждалась царями Фёдором Ивановичем, Михаилом Фёдоровичем и Алексеем Михайловичем. В 1615 году монастырь был взят войсками шведского короля Густава-Адольфа, который пытался захватить Псков. В 1693 году во владении монастыря было 64 крестьянских и бобыльских дворов. К 1743 году обитель пришла в упадок: в ней проживало пятеро сестёр. К 1763 году относится детальное описание монастыря: «церковь Рождества Иоанна Предтечи холодная, каменная, трёхглавая с каменной же колокольней, на которой висело два больших и два маленьких колокола. При ней — придельная тёплая церковь, одноглавая, тоже каменная, во имя апостола Андрея». Остальные строения монастыря, за исключением каменных погребов, оставались деревянными.
В начале XIX века в монастыре развернулось строительство. В 1805 году была возведена каменная ограда, перестраивались хозяйственные постройки и кельи. В 1816 году иконостас был вызолочен, а прежде плитяной пол стал деревянным. В 1840 году собор был подвергнут серьёзным изменениям: одни окна для лучшего освещения были растесаны, а другие (в центральном барабане) — полностью заложены. Пластика интерьера была искажена нанесением на все конструкции толстого слоя штукатурки. В 1845 году на средства купца А. А. Дерябина был разобран обветшалый Андреевский придел, и на его месте построен новый. В 1872 году были переделаны царские врата, позолочен иконостас.
Ивановский собор в течение нескольких веков служил местом захоронения псковских княгинь (в синодике собора было записано 10 княгинь-монахинь), среди которых: Мария Дмитриевна (в монашестве Марфа) — жена князя Довмонта, Наталия — невестка Довмонта.

### XX век
В 1912 году собор был впервые обмерен. Постановлением Президиума исполнительного комитета Псковской губернии от 16 сентября 1923 года монастырь был закрыт. Здания монастыря были переданы заводу «Пролетарий». В придельной церкви разместился клуб. В марте 1924 года с собора были сняты колокола и отправлены на переплавку. В марте 1925 года собор был передан для расширения клуба «при условии не нарушения стиля и архитектуры здания». Летом 1925 года было выдано разрешение уничтожить кладбище монастыря.
Во время Второй мировой войны собор пострадал (от пожара в 1944 году во время боёв за освобождение Пскова), но не очень существенно. В 1946 году проведена «разборка завалов и очистка от мусора». В 1948 году были установлены подошвы к крайним западным столбам, тело столбов забрано в рубашки из железобетона, заведены и заанкерены металлические хомуты в западной стене храма. После разборки Андреевского придела на северном фасаде установлены лопатки, как на южном фасаде. На западной стене, в средней закомаре было восстановлено окно. В 1948—1950 годах П. Н. Максимовым были проведены крупные работы по реставрации памятника по его спасению и выведения из аварийного состояния. При этом, они коснулись в основном «фасадной» части собора. В ходе работ были восстановлены шлемовидные главы и позакомарное покрытие, раскрыты все проёмы главного барабана, а на месте растёсанных в XIX веке окон восстановлены щелевидные окна. После восстановления собора в конце 1940-х — начале 1950-х годов он долгое время использовался поначалу как склад угля, а потом как склад бумаги областной типографии. В 1978 году при проведении реставрационных работ внутри собора в нише был обнаружен клад из 70 вещей. 27 декабря 1990 года храм передали Псковской епархии. В 1990-е годы проводились ремонтные работы и перепланировка притвора. В феврале 2007 года собор Иоанна Предтечи был передан для учреждения подворья Иоанно-Богословскому Савво-Крыпецкому монастырю.

## Архитектура
Для очертания плана постройки характерна грубость и нерегулярность. Имеет место кривизна линий и поверхностей. Здание имеет приземистые пропорции. Неодинаковая ширина прясел и закомар делает ритм этих элементов менее строгим. Простота постройки подчёркнута почти полным отсутствием декора фасадов. Культурный слой вокруг здания составляет 1,5 метра (Комеч, 1993). Пол внутри собора находится на отметке ниже современной дневной поверхности на 0,7 м.
Ивановский собор представляет собой шестистолпный трехапсидный храм длиной 19,5 м, шириной 12,8 м. Толщина стен составляет 1,1—1,2 м. Фундаменты храма ленточные, глубиной около 40—50 см. Основание фундаментов опирается на грунт скальной породы. Фундаменты состоят из валунов и битых плинф, залитых раствором с цемянкой. Над фундаментами располагается вымостка, состоящая из плинф на растворе. Прежний пол здания лежит на 95 см ниже уровня земли. Он состоял из раствора с цемянкой и был покрыт известняковыми плитами. Стены храма выстроены из плит серого известняка с прослойками кирпичей, выложенных на растворе с цемянкой. В арках и перемычках окон чередуются камни и кирпичи. Кирпичи имеют размер 4,5—5,5 × 22—25 × 34,5—36 см, в отдельных местах длина кирпичей достигает 39 см. В кладке апсид и малых барабанов размер кирпичей составляет 3,5—5 × 15—17 × 22—23 см.
В более толстой западной стене расположена лестница, ведущая на хоры. Восточные столбы здания имеют Т-образное сечение, соединяются с междуапсидными стенками. Западные столбы под куполом в нижней части восьмигранные, а в верхней — прямоугольные. Крайние западные столбы ниже хор круглые, а на верху прямоугольные. Хоры, опиравшиеся на деревянные балки, размещались в западном членении здания. Подкупольное пространство имеет размеры 4,2 м вдоль храма и 3,9 м поперёк. Своды цилиндрические. На наружных стенах имеются плоские лопатки. В северном членении западной стены, где расположена лестница, имеется одна лопатка в интерьере. Лестница внутри храма перекрыта уступами плитами. В алтаре имеется горнее место. Найдены следы алтарной преграды (брус тябла). В здании имеются три аркосольные ниши. Храм венчает три главы — одна большая и две малые. Барабан центральной главы имеет восемь окон, барабаны западных глав — по четыре окна. В верхней части барабанов проходит аркатурный пояс. В XVI веке к западной стороне пристроен притвор (по другим данным — в начале XVIII века), сохранившийся до наших дней. Тогда же над карнизом закомары нартекса южного фасада была надстроена двухпролётная звонница.
Собор имеет три портала. Окна устроены в два яруса. На первом ярусе окна фасадов и апсид узкие, имеют полуциркульное завершение. Окна второго яруса на южном и северном фасадах в центральной и крайнем западном членениях тоже узкие с полуциркульным завершением, в двух других членениях и на апсидах расположены окна круглой формы (ныне заложены). На западном фасаде второго яруса боковых членений имеются двухуступчатые ниши. Кроме них и двухуступчатого профиля закомар, фасады здания лишены декоративных элементов. Размещение входа на хоры в толще западной стены — абсолютно новое явление в зодчестве новгородской школы. Круглые окна собора были уникальны для русского зодчества.
В храме сохранились остатки фресок. В одном из окон круглой формы сохранилась древняя оконница. По строительной технике и формам архитектуры, постройка относится к первой половине XII века, скорее всего к 1130—1140-м годам. Здание уцелело во всех основных частях. Более поздние пристройки мало изменили первоначальный облик. Реставрирован в 1949—1950 годах. Исследовался в 1978—1979 годах.

## Правовое положение
Памятник (расположенный по адресу: г. Псков, ул. Горького, д. 1-а) находится в государственной собственности. Памятник «Собор Иоанна Предтечи Ивановского монастыря» передан в пользование приходу храма Рождества Иоанна Предтечи Псковской Епархии Русской православной церкви на основании договора безвозмездного пользования № 11 от 14 февраля 2008 года. Охранное обязательство № 1062 от 25 января 2008 года. Предмет охраны утверждён приказом Министерства культуры России от 20 августа 2012 года № 910.
Решением 43-й сессии комитета всемирного наследия ЮНЕСКО 7 июля 2019 года внесён в список всемирного наследия ЮНЕСКО (в списке храмов псковской архитектурной школы).